# Temple de la renommée du football finlandais
Le Temple de la renommée du football finlandais  (finnois : Suomalaisen jalkapallon kunniagalleria) est un temple de la renommée fondé en 1993 et situé au Musée du football finlandais (fi) à Valkeakoski en Finlande.

## Présentation
Le Temple de la renommée regroupe des joueurs, entraîneurs, arbitres ou des personnes ayant contribué au développement du football finlandais.
Les personnes sélectionnées pour la galerie honorifique sont choisies par un comité composé de représentants de l'Association finlandaise de football, du Musée du sport finlandais, du Musée du football et de l'Association des journalistes de football Pallo-Kopla.
Un joueur peut être sélectionné pour la Galerie d'honneur du football finlandais trois ans après la fin de sa carrière de joueur.

## Membres
| Nom                             | Année |
| ------------------------------- | ----- |
| Pertti Alaja (1952–2017)        | 2017  |
| Veikko Asikainen (1918–2002)    | 1996  |
| Verner Eklöf (1897–1955)        | 2005  |
| Katriina Elovirta (1961–2018)   | 2018  |
| Göran Enckelman (1948-)         | 2018  |
| Christina Forssell (1973-)      | 2018  |
| Erik von Frenckell (1887–1977)  | 1993  |
| Ernst Grönlund (1902–1968)      | 1994  |
| Olavi Haaskivi (1923–2007)      | 2010  |
| Olli Heinonen (1937-)           | 2016  |
| Jyrki Heliskoski (1945-)        | 2018  |
| Martti Hirviniemi (1933–2005)   | 1993  |
| Ari Hjelm (1962-)               | 2003  |
| Olli Huttunen (1960-)           | 2018  |
| Sami Hyypiä (1973-)             | 2015  |
| Pekka Hämäläinen (1938–2013)    | 2017  |
| Atik Ismail (1957-)             | 2007  |
| Jonatan Johansson (1975-)       | 2019  |
| Ulla Kaasinen (1960-)           | 2018  |
| Frans Karjagin (1909–1977)      | 2003  |
| Timo Kautonen (1945-)           | 2005  |
| Georg Krutelew (1928–2008)      | 2010  |
| Martti Kuusela (1945-)          | 2016  |
| Olavi Laaksonen (1921–2004)     | 1997  |
| Aatos Lehtonen (1914–2005)      | 1993  |
| Kalevi Lehtovirta (1928–2016)   | 2010  |
| Jaakko Lempinen (1931–2016)     | 2017  |
| Tommy Lindholm (1947-)          | 2007  |
| Jari Litmanen (1971-)           | 2015  |
| Maija Liukkonen (1956-)         | 2019  |
| Esko Malm (s. 1940)             | 2007  |
| Anders Mattsson (1943-)         | 2016  |
| Antti Muurinen (1954-)          | 2019  |
| Stig-Göran Myntti (1925–2020)   | 1993  |
| Matti Mäkelä (1939-)            | 2018  |
| Anne Mäkinen (1976-)            | 2012  |
| Pertti Mäkipää (1941–2019)      | 2015  |
| Lars Näsman (1943–1995)         | 2007  |
| Matti Paatelainen (1944-)       | 2010  |
| Kai Pahlman (1935–2013)         | 1993  |
| Juhani Peltonen (1936-)         | 1994  |
| Erkki Poroila (1921–2012)       | 2003  |
| Esko Ranta (1947-)              | 2016  |
| Olavi Rissanen (1947-)          | 2019  |
| Aulis Rytkönen (1929–2014)      | 1993  |
| Kaija Salopuro (1938-)          | 2010  |
| Hanna-Mari Sarlin (1964-)       | 2007  |
| Thure Sarnola (1917–1993)       | 1993  |
| Pentti Seppälä (1934-)          | 2015  |
| Eino Soinio (1894–1973)         | 1993  |
| Kaarlo Soinio (1888–1960)       | 2007  |
| Heikki Suhonen (1951-)          | 2007  |
| Simo Syrjävaara (1943-)         | 2018  |
| Niilo Tammisalo (1894–1982)     | 1993  |
| Miikka Toivola (1949–2017)      | 2012  |
| Arto Tolsa (1945–1989)          | 1993  |
| Max Viinioksa (1905–1977)       | 1993  |
| Keijo Voutilainen (1936–2014)   | 2019  |
| Juuso Walden (1907–1972)        | 1997  |
| Göran Wallén (1941–2018)        | 2018  |
| Gunnar Yliharju (1940-)         | 2018  |
| Laura Österberg Kalmari (1979-) | 2014  |